# 社口 (彰化縣)
社口，是臺灣彰化縣芬園鄉的一個傳統地域名稱，也是全鄉行政中心所在地，位於該鄉中部偏北。相較於今日行政區，其範圍大致包括社口村，但不含東部凸出的南大半部分，以及竹林村、大埔村，還有在楓坑村不含西北端凸出的部分。

## 歷史
台灣清治末期至日治初期，社口地區為一街庄，稱為「社口庄」，隸屬於貓羅堡。該庄北與舊社庄為鄰，東與同安厝庄、下茄荖庄為鄰，南邊為芬園庄，西邊為埤仔頭庄、三家春庄。
1901年（日治明治三十四年）11月，該庄隸屬於臺中廳。1920年（大正九年），該庄改制為「社口」大字，隸屬於臺中州彰化郡芬園庄。
戰後芬園庄改制為芬園鄉，隸屬於彰化縣，大字亦改制為村。由於人口增加，本地區已拆分成多個村。

## 交通
省道台14線為彰化中庄子至南投廬山的幹道，由北呈縱向，並於本地區之外圍通過後，改往東之橫向，北可前往彰化市中庄子接省道台1線，東可過貓羅溪之利民橋後，前往草屯、埔里、廬山等地。另有省道台14丁線亦於本地區之東通過，大致呈縱向，北接台14線，南銜台3甲線，是為芬園外環道，可經由此一道路往南通往南投。然而，進入芬園市區則原本是台14丁線經由彰南路三段與四段穿過，後來另建外環道而改線，並自2012年10月29日通車後，台14丁線不再經過芬園市區。
縣道139號（大彰路四段）是新港至鹿谷初鄉的道路，大致以縱向經過社口地區西部邊界，往北可前往彰化、新港，往南可前往南投、集集、鹿谷等地。

## 學校
- 芬園國中
- 芬園國小
- 富山國小